# بيضة الإنستغرام

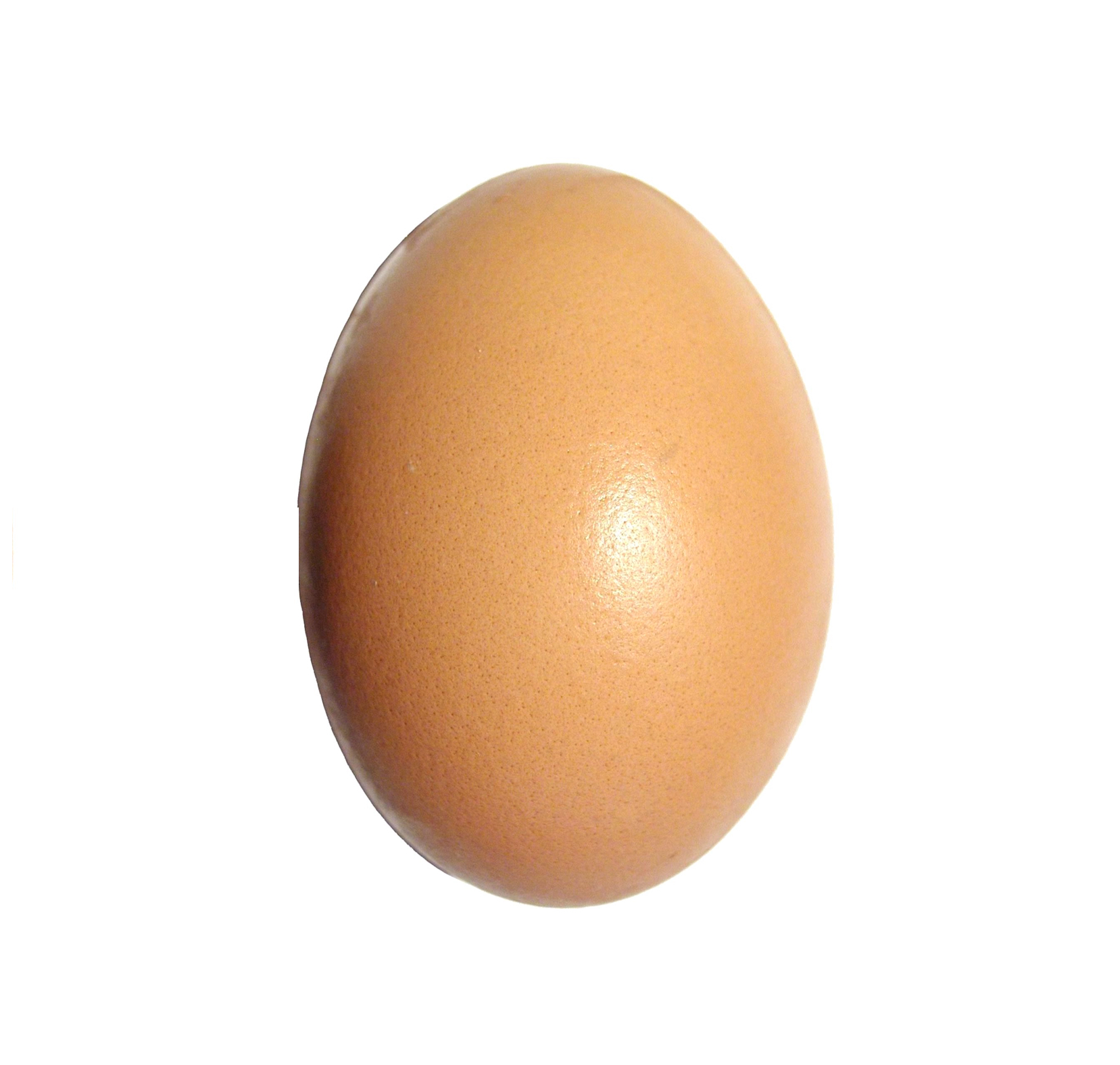

بيضة قياسية عالمية هو عبارة عن حساب على منصة التواصل الاجتماعي إنستغرام،ويُشار إليه بالسجلات العالمية لِموقع إنستغرام بأنَّهُ الأكثر شهرة والأكثر شعبية على الإنترنت 

## تاريخ إنشاء الحساب
في 4 كانون الثاني / يناير عام 2019 م قام شخصٌ بإنشاء حساب world_record_egg@  وقد نشر صورة وكتب عليها قائلًا: هيا نكسر الرقم القياسي معًا ونحقق لقب أكثر الصور إعجابًا على إنستغرام، لنكسر بذلك الرقم القياسي (18 مليون إعجاب) 
واصل عدد متابعي الحساب بالارتفاع خلال العشرة أيّام الأخيرة، ووصل إلى 5 ملايين متابع ، ووصل عدد المعجبين بالصورة الخاصّة بالبيضة البُنِّية اللون 59,654,890 معجب 